# Landesklinikum Mödling

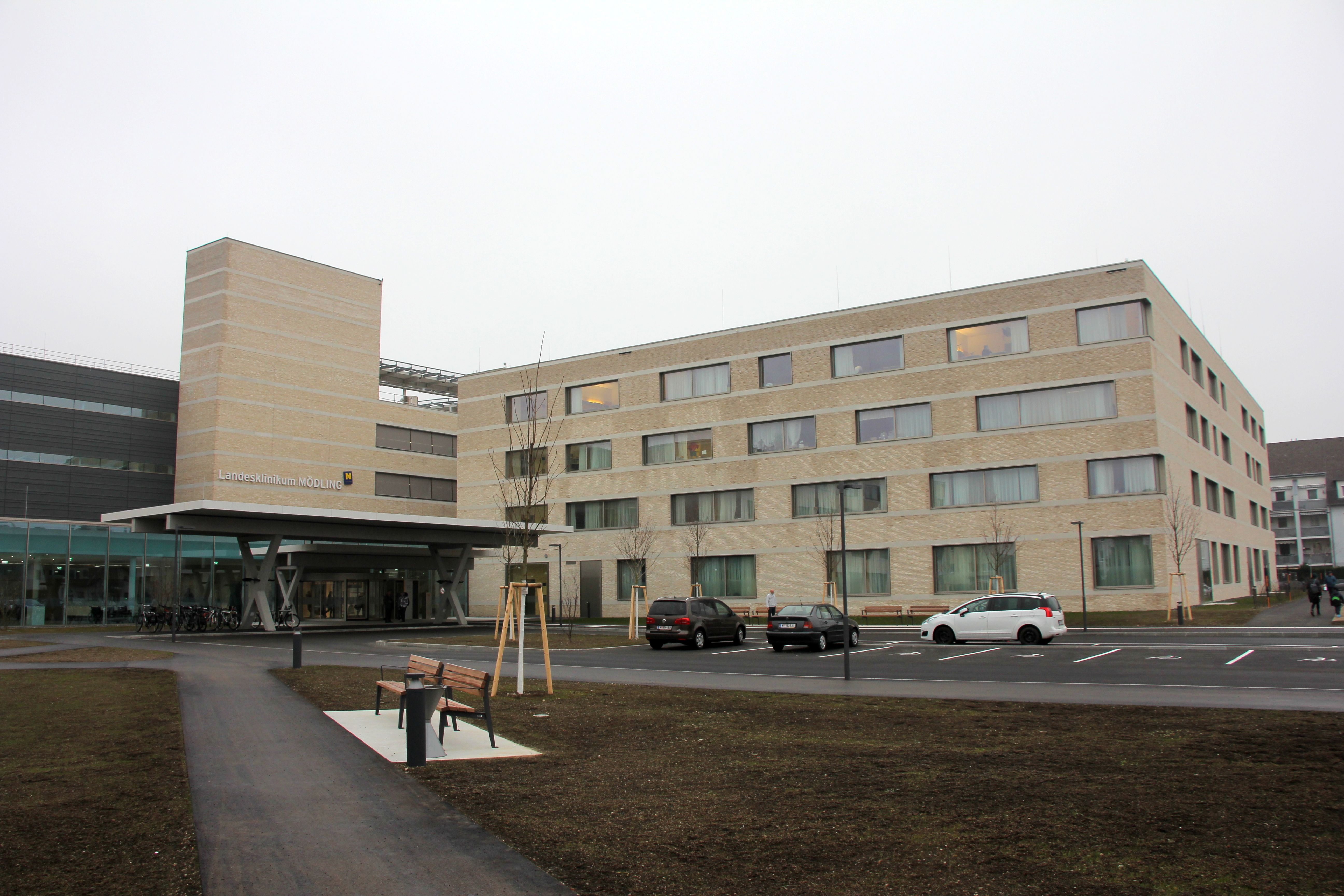
Das Landesklinikum nach Fertigstellung des Neubaues 2020

Das Landesklinikum Mödling befindet sich in der Sr. M. Restituta-Gasse 12 in Mödling, Niederösterreich und ist ein öffentliches Landeskrankenhaus der NÖ Landesgesundheitsagentur. Das Klinikum ist organisatorisch eine Einheit mit dem Landesklinikum Baden.
Als regionales Schwerpunktklinikum mit drei Standorten (Baden, Mödling und Hinterbrühl) ist das LK Mödling Lehrkrankenhaus der Medizinischen Universität Wien sowie Lehrklinikum der FH Wiener Neustadt und der Karl Landsteiner Universität.

## Geschichte
Am 1. Februar 1882 nahm die von Bürgermeister Josef Schöffel gegründete Institution „Städtisches öffentliches Krankenhaus Mödling“ in einem umgewidmeten Privathaus mit 40 Betten den Betrieb auf. Nachdem die Bettenzahl im Jahr 1883 durch einen Zubau auf 117 erhöht worden war, wurde das Gebäude 1893 mit fließendem Wasser ausgestattet.
Am 15. Oktober 1938 wurde das „Allgemein öffentliche Bezirkskrankenhaus Mödling“ Eigentum der Stadt Wien, die auch die Verwaltung übernahm.
1956 wurde das Krankenhaus wieder Eigentum des Landes Niederösterreich, von dem es immer wieder baulich erweitert wurde. Ein vierstöckiger Bettentrakt mit 240 Betten wurde errichtet. 1969 folgte die Eröffnung einer pädiatrischen Abteilung mit sechs Stockwerken.

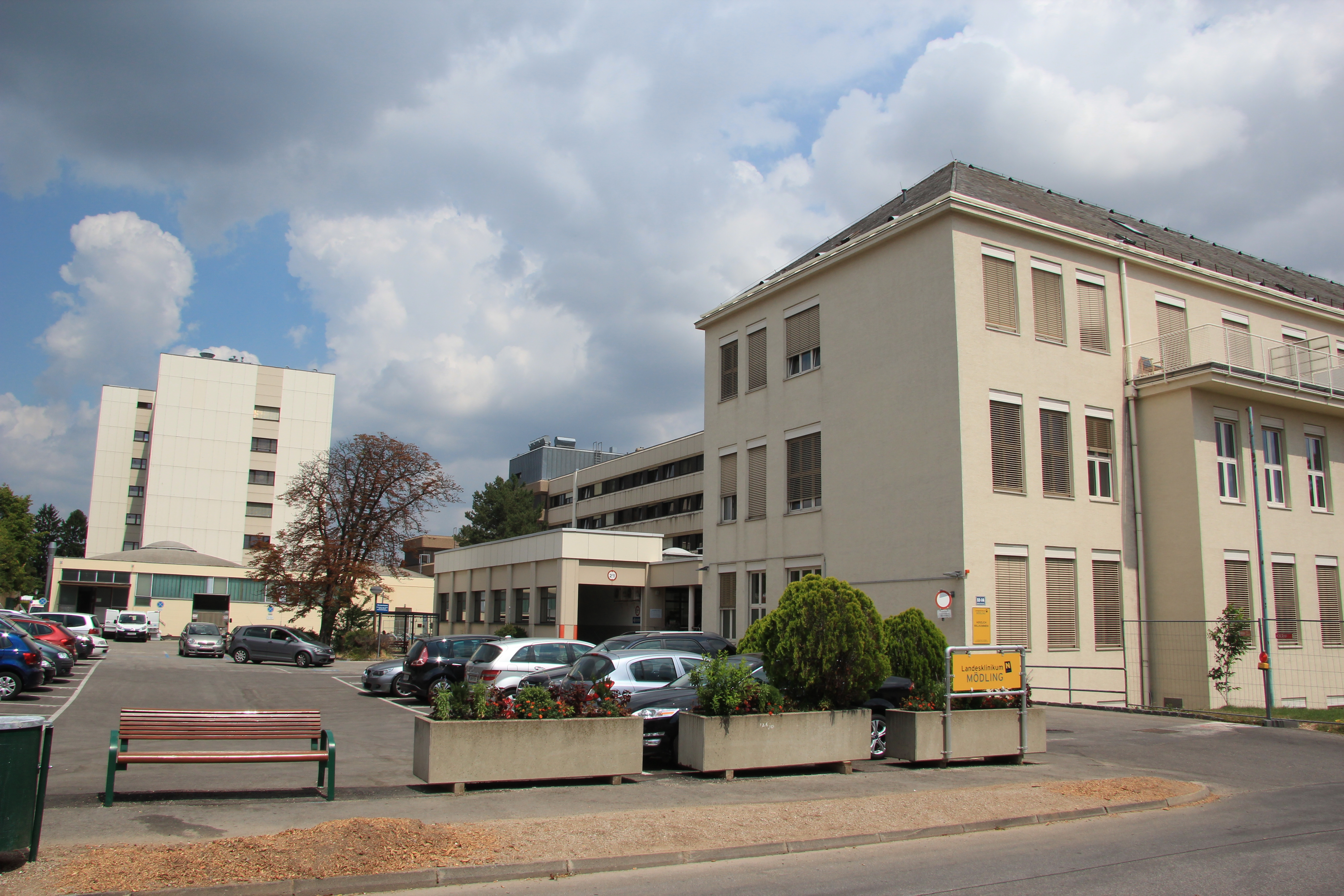
Das Landesklinikum vor Fertigstellung des Neubaues

Auf Grund der Kooperation unter den Landeskrankenhäusern in Niederösterreich erfolgte die Umbenennung in „Thermenklinikum Mödling“. Am 1. Jänner 2004 erfolgte die Fusion mit dem Landesklinikum Baden, welches das Land Niederösterreich am 1. Jänner 2003 übernommen hatte. Da die Bezeichnungen aller Landeskrankenanstalten vereinheitlicht wurden, trägt das bisherige „Thermenklinikum Mödling“ ab dem 15. Februar 2005 die Bezeichnung „Landesklinikum Thermenregion Mödling“.
Die im Mai 2006 erfolgte Eröffnung des Herzkatheterlabors ermöglicht es dem Landesklinikum Mödling, Herzgefäßverengungen und Herzinfarkte rasch zu diagnostizieren und entweder durch Aufdehnung oder durch die Implantation von Stents zu behandeln. Im Zuge der neuen Schwerpunktsetzung 2016 wurde das Herzkatheterlabor am LK Wr. Neustadt gebündelt.
Im April 2007 wurde das Projekt der Planergemeinschaft der Architekten Paul Katzberger, Michael Laudon und Josef Habeler zum Siegermodell eines Architektenwettbewerbs für den Neubau des Landesklinikums Thermenregion Möding gekürt. Im Frühjahr 2010 wurde mit einem Neubau an derselben Stelle begonnen. Vorgesehen ist eine Bauzeit von ungefähr fünf Jahren. Zu Beginn 2013 war die Gleichenfeier des ersten von drei Pavillons.
Im Mai 2018 wurde der Umbau des Klinikums mit den Schwerpunkten Gynäkologie, Orthopädie und Neurologie offiziell eröffnet. Die drei neuen Pavillons benötigen eine Bodenfläche von fast 54.000 Quadratmetern und beherbergen 338 Betten sowie fünf Operationssäle.

## Standort Hinterbrühl KJPP
Der Standort Hinterbrühl KJPP dient der stationären und ambulanten psychotherapeutischen und psychiatrischen Betreuung und Behandlung von Kindern und Jugendlichen. Gegründet wurde die Heilpädagogische Station 1955 durch Erwin Schmuttermeier für 21 Kinder. 1978 erfolgte die Übersiedlung in die Hinterbrühl bei einer gleichzeitig auf 38 Kinder erhöhten Kapazität.

## Wien-Speising (historisch)
Die 1910 erbaute Erziehungsanstalt der Schulbrüder in der Speisinger Straße 109 wurde bereits 1913 zu einem Waisenhaus umfunktioniert. Diese Funktion hatte es bis 1938 inne, dann mussten die Schulbrüder ihre Tätigkeit einstellen. Die nationalsozialistischen Herrscher übereigneten das Gebäude dem Land Niederösterreich und planten, hier eine nationalsozialistische Erziehungsanstalt einzurichten, doch während des Zweiten Weltkriegs folgte die Nutzung als Lazarett. 1947 beschloss der Niederösterreichische Landtag, das in Niederösterreichischem Besitz stehende Krankenhaus mit zwei Abteilungen (Tuberkulosekrankenhaus und Kinderkrankenhaus mit angeschlossener Pflegerinnenschule) wieder aufzubauen. Hilfe dazu kam aus Schweden. Die in Göteborg ansässige Europahilfe brachte die gesamte Einrichtung für das Kinderkrankenhaus auf, weshalb die Kinderheilanstalt Haus Göteborg genannt wurde. Die Eröffnung des Krankenhauses erfolgte am 3. Juni 1949.
Nach der Rückgliederung Mödlings nach Niederösterreich wurde das Spital von Mödling ein niederösterreichisches Landeskrankenhaus, dem aus wirtschaftlichen und organisatorischen das Krankenhaus in Speising angeschlossen wurde. Mit dem schrittweisen Ausbau des Landeskrankenhauses Mödling wurden ab 1956 Abteilungen aus Speising abgezogen, bis 1969 die Übersiedlung abgeschlossen war. 1956 zog hier das bisher in einem Notquartier in der heutigen Nationalbibliothek untergebrachte Orthopädische Spital ein.

## Ausstattung
Abteilungen:
- Kinder- und Jugendpsychiatrie und Psychotherapie am Standort Hinterbrühl
- Anästhesiologie/Intensivmedizin
- Chirurgie
- Gynäkologie und Geburtshilfe
- Innere Medizin
- Kinder- u. Jugendheilkunde
- Neurologie
- Orthopädie und Traumatologie
- Interdisziplinäre Tagesklinik
- Physiotherapie
- Institut für Klinische Pathologie und Molekularpathologie
- Institut für medizinisch-chemische und molekularbiologische Labordiagnostik mit Blutdepot
- Institut für diagnostische und interventionelle Radiologie

Ambulanzen:
- Anästhesieambulanz
- Chirurgische Ambulanz
- Ambulanz für Gynäkologie und Geburtshilfe
- Ambulanz für Innere Medizin
- Kinder- und Jugendpsychiatrie und Psychotherapie Ambulanz
- Kinder- und Jugendambulanz
- Neurologische Ambulanz
- Ambulanz für Orthopädie

## Notarztteam
Von den beiden Rot-Kreuz-Dienststellen Mödling und Brunn am Gebirge wird im Klinikum die Notarztstation betrieben. Die Notärzte werden hier vom Krankenhaus gestellt, während der Großteil der Sanitäter ehrenamtlich arbeitet.

## Schwester Maria Restituta Kafka

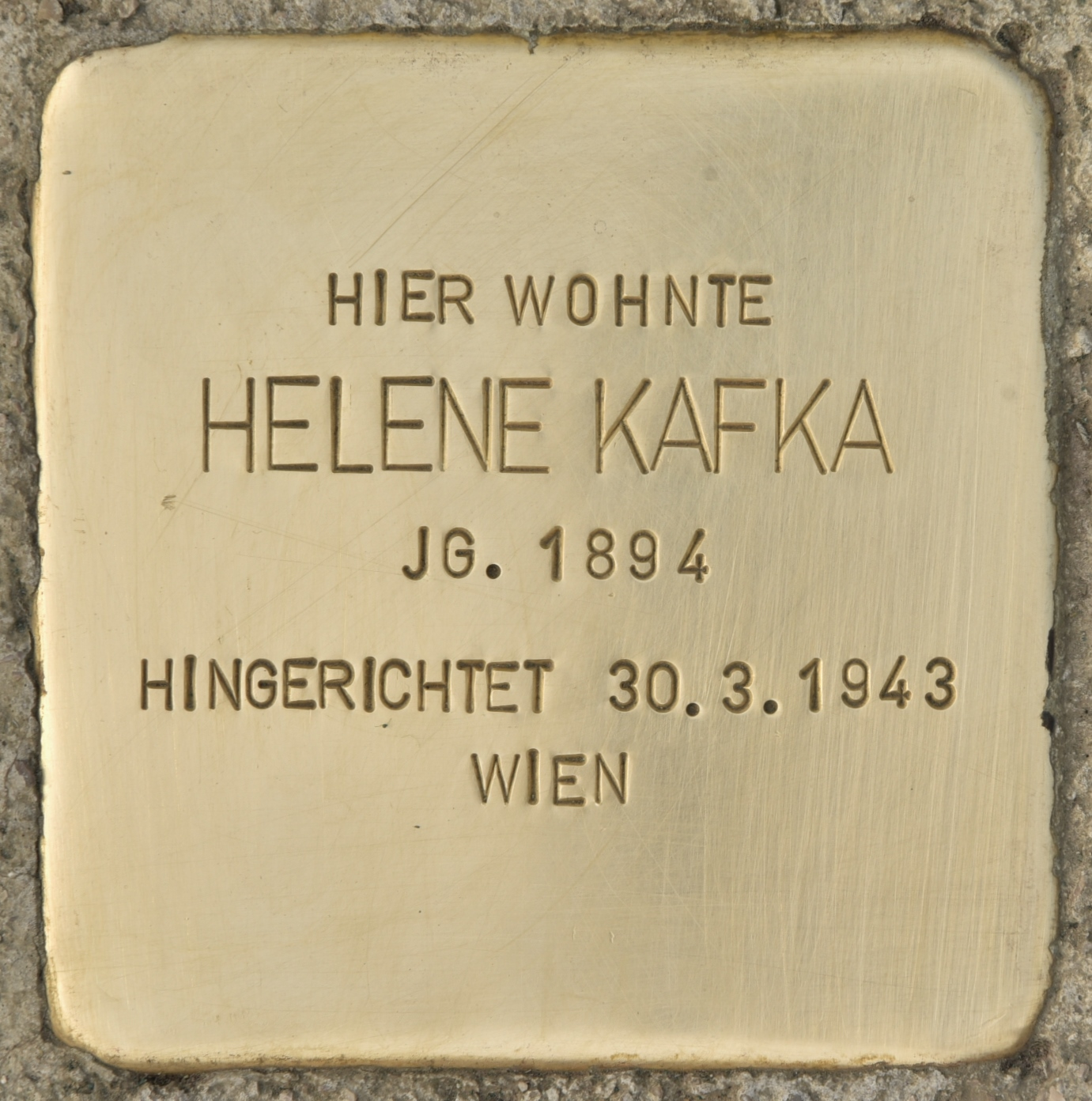
„Stolperstein“ für Helene Kafka, d. i. Sr. Maria Restituta, vor dem Landesklinikum Mödling, Mödling, Sr.-Maria-Restituta-Gasse 12

Die seit 1919 am Krankenhaus Mödling tätige Operationsschwester Maria Restituta (mit weltlichem Namen Helene Kafka) wurde 1942 von der Gestapo verhaftet, weil sie sich weigerte, die Kruzifixe aus den Krankenzimmern zu entfernen. Sie lehnte es zudem ab, „arische“ Patienten gegenüber „fremdrassigen“ zu bevorzugen. Diese Haltungen und zwei von ihr diktierte regimekritische Texte wurden ihr zum Verhängnis. Am 30. März 1943 wurde sie vom Volksgericht wegen „hochverräterischer Feindbegünstigung“ und „Vorbereitung zum Hochverrat“ im Wiener Landesgericht hingerichtet. Durch Papst Johannes II. wurde sie am 21. Juni 1998 in Wien seliggesprochen. Eine Gedenktafel im Krankenhaus und die 1995 von Weyprechtgasse in Sr. M. Restituta-Gasse umbenannte Adresse des Krankenhauses erinnern an sie.
Auch ein Stolperstein wurde in der Restituta-Gasse im Jahr 2006 verlegt, der 2013 wegen der Baustelle entfernt wurde. Nach Fertigstellung des Straßenumbaus vor dem Landesklinikum Mödling wurde der Stolperstein im Juni 2020 wieder neu verlegt.